# The Plastic Age
The Plastic Age é um filme mudo em preto e branco de 1925, estrelado por Clara Bow, Donald Keith e Gilbert Roland. O filme foi baseado em um romance best-seller de 1924 com o mesmo nome, escrito por Percy Marks, um instrutor de inglês da Brown University que narrou a vida do fast-set daquela universidade e usou o fictício Sanford College como pano de fundo. The Plastic Age é conhecido pela maioria dos fãs de filmes mudos como o primeiro sucesso da carreira de Clara Bow, e ajudou a alavancar sua rápida ascensão ao estrelato. Frederica Sagor Maas e Eve Unsell adaptaram o livro para o cinema.

## Elenco
- Clara Bow como Cynthia Day
- Donald Keith como Hugh Carver
- Mary Alden como Sra. Carver
- Henry B. Walthall como Henry Carver
- Gilbert Roland como Carl Peters
- David Butler como Treinador Henley
- Gwen Lee como a garota de Carl
- Clark Gable como Athlete (Não Creditado)
- Carole Lombard como Co-ed (Não Creditada)

## DVD
The Plastic Age foi lançado em DVD, pela Image Entertainment, em formato duplo, que inclui o filme de Louise Brooks, The Show Off (1926). David Shepard preservou o filme através de sua empresa, Film Preservation Associates. O compositor Eric Beheim compôs a música para The Plastic Age. Kino On Video lançou o filme em agosto de 1999, como parte de um conjunto de 4 vídeos com o trabalho de Clara, que inclui It (1927).